# Penka-Michel
Penka-Michel est une commune du Cameroun située dans la région de l'Ouest et le département de la Menoua.
Elle est composée de quatre groupements ou villages qui sont Bansoa, Bamendou, Baloum et Balessing et fait partie intégrante des Bamilékés.
Le centre administratif de Penka-Michel se trouve sur les terres du groupement Bansoa.
L'arrondissement porte le nom de l'un de ses fils, Penka Michel, originaire du groupement.

## Géographie
La localité est située sur la route provinciale P31 à 25 km à l'ouest du chef-lieu régional Bafoussam, carrefour Auberge et à 26 km à l'est du chef-lieu départemental Dschang.
|           | Batcham      | Mbouda        |
| Nkong-Zem | Penka-Michel | Bafoussam III |
| Fokoué    | Bandja       | Bamendjou     |

## Histoire
Le centre urbain de Penka-Michel est construit sur une partie de l'ancienne plantation coloniale de quinquina du Domaine Lagarde.

## Population
Lors du recensement de 2005, la commune comptait 65 135 habitants, dont 5 258 pour la ville de Penka-Michel.

## Chefferies traditionnelles
L'arrondissement compte 36 chefferies de troisième degré et quatre chefferies de 2e degré :
- Chefferie Bamendou
- Chefferie Bansoa
- Chefferie Balessing
- Chefferie Baloum

## Organisation
Outre Penka-Michel proprement dit, la commune comprend les villages suivants :
- Bajeghang
- Bajong
- Bakassa
- Bake
- Bakeng
- Balatsit
- Balefock
- Bambi
- Bametsam
- Baneghang
- Banock
- Batotcha
- Batoula
- Batouleteng
- Bawang
- Balessing
- Baloum
- Bamendou
- Bansoa
- Basssosia

## Cultes
La paroisse catholique Saint-Michel de Penka-Michel relève de la doyenné de Doumelong du diocèse de Bafoussam.

## Personnalité
- Michel Penka (1914-1998), héros local qui donne son nom à la commune.
- Bernard Fokou, homme d'affaires